# Avinguda d'es Torrent
L'avinguda d'es Torrent o es Torrent és una de les principals vies de la ciutat de Manacor que connecta la plaça Ramon Llull amb l'avinguda d'es Tren. Tradicionalment també ha separat el centre de la ciutat de la barriada de Fartàritx.

## Història

### El torrent
L'avinguda transcorr per l'antiga riba del torrent de Sa Cabana o de Manacor. Quan no hi corria l'aigua era aprofitat per pasturar-hi els ramats de porcs o per sembrar-hi polls. L'origen del carrer està relacionat amb la consolidació de les illes properes al seu curs i al desenvolupament del raval de Fartàritx, situat a l'altra banda de l'afluent. La via, per tant, aïllava les dues dues zones més elevades del terreny: el centre de la vila i la barriada de Fartàritx. En total varen existir quatre ponts per poder creuar:
1. El Pont Gros (carrer d'en Colom)
2. El Pont Petit (carrer d'en Figuera)
3. El pont privatiu del quarter dels Dragons
4. El pont de na Comtessa[1][2]

### Els noms de l'avinguda
Durant la visita de l'arxiduc Lluís Salvador, aquest va documentar el Torrent com un carrer amb plataners joves i que, en gairabé tota la seva longitud, disposava de voravia. També identifica diferents hortes amb tarongers, llimoneres i magraners qcue interrumpeixen per tot el transcurs de l'artèria.
El batle Domenge fou el qui decidí el cobriment del torrent, donant pas a una avinguda. Arran del procés de castellanització dels topònims dictat per Isabel II, el 1868 la via fou anomenada del Torrente. Durant la Segona República fou substituït pel nom Pablo Iglesias i el 1937, durant la Guerra Civil, es va tornar a modificar pel nom Cuatro de Diciembre. Els manacorins i manacorines, però, sempre l'han citatada com avinguda d'es Torrent, nom popular que es recuperà oficialment el 1984.

### Torrentades
A mesura que l'àrea propera al curs fluvial es va anant urbanitzant, augmentà el risc d'inundació com a conseqüència del desbordament del torrent de sa Cabana. Les primeres notícies d'inundacions sorgeixen a finals del segle xvii. Les inundacions urbanes a Manacor documentades i estudiades són les del 1850, 1932, 1943 i 1961. Cal destacar, però, les del 1932 i 1850 pel seu grau de destrucció respecte a les dues darreres que foren de menor intensitat. La majoria dels anys de torrentada eren anys de sequera. Aquest fet és un tret característic i comú a molt dels casos de precipitacions extremes i conseqüentment d'inundacions al món mediterrani.

### Reformes
Al 1873, en el context de les millores urbanes i les regulacions dels carrers realitzades al llarg del segle XIX, es va proposar reformar es Torrent. El projecte va consistir en l'alineació del carrer adoptant una amplària de 16 metres, basada especialment en la regularització de la cara sud de la via.
Al 2021, després de dècades de degradació i reivindicacions, el departament d'Urbanisme de Manacor va lliurar els plànols de la nova reforma d'aquesta avinguda. La del Torrent és una de les vies que, malgrat estar inserida dins de l'entramat urbà de la ciutat, és competència del Consell de Mallorca i no de l'Ajuntament. Tot i així, la reforma encara no s'ha excatuda en l'actualitat.